# Atractodes brevipennis
Atractodes brevipennis là một loài tò vò trong họ Ichneumonidae.